# Novak Đoković
Novak Đoković ([nôʋaːk d͡ʑôːkoʋit͡ɕ], v cirilici Новак Ђоковић), srbski tenisač, * 22. maj 1987, Beograd, Srbija.
Rodil se je kot najstarejši sin Srđana in Dijane Đoković (roj. Žagar). Njegov oče je Črnogorec, mati pa Hrvatica iz Vinkovcev.
Trenutno je uvrščen na 1. mesto v moškem tenisu. Po mnenju nekaterih trenutnih in nekdanjih profesionalnih teniških igralcev velja za enega izmed največjih teniških igralcev vseh časov. Đokovića trenirata nekdanji slovaški teniški igralec Marian Vajda in nekdanji nemški tenisač ter šestkratni zmagovalec turnirjev za Grand Slam Boris Becker. Đoković ima najboljši odstotek zmag in porazov (83,00%) v odprti dobi tenisa.
Đoković je dobil 24 turnirjev za Grand Slam, kar ga uvršča na prvo mesto v zgodovini tenisa, pred Nadala, in je na prvem mestu na lestvici ATP prebil že 214 tednov. Đoković je osvojil rekordnih desetkrat Odprto prvenstvo Avstralije, ter rekordne 3 zaporedne naslove na odprtem prvenstvu Avstralije od 2011-2013. Osvojil je tudi sedem naslovov na Odprtem prvenstvu Anglije, štiri naslove Odprtega prvenstva ZDA ter tri naslove Odprtega prvenstva Francije. Leta 2016 je z zmago na Odprtem prvenstvu Francije postal osmi igralec v zgodovini, z osvojenim kariernim Grand Slamom. Djoković je postal tretji človek v zgodovini, ki si lasti vse štiri Grand Slam naslove hkrati, ter prvi po Rodu Laveru leta 1969. Đoković je prvi v zgodovini, kateremu je to uspelo storiti na treh različnih površinah (trda podlaga, pesek in trava).
Đoković drži rekord vseh časov z osvojenimi 39 Mastersi serije 1000. Đoković je leta 2015 osvojil rekordnih 6 naslovov serije masters 1000 v eni sezoni, ter nanizal rekordnih 31 zaporednih zmag na turnirjih Masters serije 1000. Igral je v finalih vseh devetih turnirjev Masters serije 1000(Skupaj z Rogerjem Federerjem in Rafaelom Nadalom),  pri čemer je edini igralec v zgodovini ki je osem od devetih turnirjev Masters serije 1000 osvojil vsaj 2-krat. Đoković je osvojil zaključni turnir ATP World Tour Final petkrat in je bil del srbske ekipe, ki je osvojila Davisov pokal leta 2010. Đoković je prav tako je osvojil bronasto medaljo med posamezniki na Poletnih olimpijskih igrah 2008.
Djoković je prvi srbski igralec, uvrščen na 1. mesto teniške lestvice, ter prvi Srb z zmago na turnirju za Grand Slam. Djoković je v svoji blesteči karieri prejel številne nagrade, med drugim leta 2012, 2015 in 2016 svetovno športna nagrada Laureus za najboljšega športnika leta, leta 2011 nagrado BBC Overseas za športno osebnost leta. Đoković je sezono 4-krat končal na prvem mestu teniške lestvice. Je tudi prejemnik nekaterih najvišjih odlikovanj v domovini Srbiji.

## FinaliGrand Slamov(37)

### Zmage (24)
| Leto | Turnir                           | Nasprotnik v finalu   | Rezultat finala                          |
| 2008 | Odprto prvenstvo Avstralije      | Jo-Wilfried Tsonga    | 4–6, 6–4, 6–3, 7–6(2)                    |
| 2011 | Odprto prvenstvo Avstralije (2)  | Andy Murray           | 6–4, 6–2, 6–3                            |
| 2011 | Odprto prvenstvo Anglije         | Rafael Nadal          | 6–4, 6–1, 1–6, 6–3                       |
| 2011 | Odprto prvenstvo ZDA             | Rafael Nadal          | 6–2, 6–4, 6–7(3–7), 6–1                  |
| 2012 | Odprto prvenstvo Avstralije (3)  | Rafael Nadal          | 5–7, 6–4, 6–2, 6–7(5–7), 7–5             |
| 2013 | Odprto prvenstvo Avstralije (4)  | Andy Murray           | 6–7(2), 7–6(3), 6–3, 6–2                 |
| 2014 | Odprto prvenstvo Anglije (2)     | Roger Federer         | 6-7(7-9), 6-4, 7-6(7-4), 5-7, 6-4        |
| 2015 | Odprto prvenstvo Avstralije (5)  | Andy Murray           | 7–6(7–5), 6–7(4–7), 6–3, 6–0             |
| 2015 | Odprto prvenstvo Anglije (3)     | Roger Federer         | 7–6(7–1), 6–7(10–12), 6–4, 6–3           |
| 2015 | Odprto prvenstvo ZDA (2)         | Roger Federer         | 6–4, 5–7, 6–4, 6–4                       |
| 2016 | Odprto prvenstvo Avstralije (6)  | Andy Murray           | 6-1, 7-5, 7-6(7–3)                       |
| 2016 | Odprto prvenstvo Francije        | Andy Murray           | 3–6, 6–1, 6–2, 6–4                       |
| 2018 | Odprto prvenstvo Anglije (4)     | Kevin Anderson        | 6–2, 6–2, 7–6(7–3)                       |
| 2018 | Odprto prvenstvo ZDA (3)         | Juan Martín del Potro | 6–3, 7–6(7–4), 6–3                       |
| 2019 | Odprto prvenstvo Avstralije (7)  | Rafael Nadal          | 6–3, 6–2, 6–3                            |
| 2019 | Odprto prvenstvo Anglije (5)     | Roger Federer         | 7–6(7–5), 1–6, 7–6(7–4), 4–6, 13–12(7–3) |
| 2020 | Odprto prvenstvo Avstralije (8)  | Dominic Thiem         | 6–4, 4–6, 2–6, 6–3, 6–4                  |
| 2021 | Odprto prvenstvo Avstralije (9)  | Daniil Medvedjev      | 7–5, 6–2, 6–2                            |
| 2021 | Odprto prvenstvo Francije (2)    | Stefanos Cicipas      | 6–7(6–8), 2–6, 6–3, 6–2, 6–4             |
| 2021 | Odprto prvenstvo Anglije (6)     | Matteo Berrettini     | 6–7(4–7), 6–4, 6–4, 6–3                  |
| 2022 | Odprto prvenstvo Anglije (7)     | Nick Kyrgios          | 4–6, 6–3, 6–4, 7–6(7–3)                  |
| 2023 | Odprto prvenstvo Avstralije (10) | Stefanos Cicipas      | 6–3, 7–6(7–4), 7–6(7–5)                  |
| 2023 | Odprto prvenstvo Francije (3)    | Casper Ruud           | 7–6(7–1), 6–3, 7–5                       |
| 2023 | Odprto prvenstvo ZDA (4)         | Daniil Medvedjev      | 6–3, 7–6(7–5), 6–3                       |

### Porazi (13)
| Leto | Turnir                        | Nasprotnik v finalu | Rezultat finala              |
| 2007 | Odprto prvenstvo ZDA          | Roger Federer       | 6-7(4), 6-7(2), 4-6          |
| 2010 | Odprto prvenstvo ZDA (2)      | Rafael Nadal        | 4–6, 3–6, 6–2, 5–7           |
| 2012 | Odprto prvenstvo Francije     | Rafael Nadal        | 4–6, 3–6, 6–2, 5–7           |
| 2012 | Odprto prvenstvo ZDA (3)      | Andy Murray         | 6–7(10), 5–7, 6–2, 6–3, 2–6  |
| 2013 | Odprto prvenstvo Anglije      | Andy Murray         | 4–6, 5–7, 4–6                |
| 2013 | Odprto prvenstvo ZDA (4)      | Rafael Nadal        | 2–6, 6–3, 4–6, 1–6           |
| 2014 | Odprto prvenstvo Francije (2) | Rafael Nadal        | 6–3, 5–7, 2–6, 4–6           |
| 2015 | Odprto prvenstvo Francije (3) | Stan Wawrinka       | 6–4, 4–6, 3–6, 4–6           |
| 2016 | Odprto prvenstvo ZDA (4)      | Stan Wawrinka       | 7–6(7–1), 4–6, 5–7, 3–6      |
| 2020 | Odprto prvenstvo Francije (4) | Rafael Nadal        | 0–6, 2–6, 5–7                |
| 2021 | Odprto prvenstvo ZDA (5)      | Daniil Medvedjev    | 4–6, 4–6, 4–6                |
| 2023 | Odprto prvenstvo Anglije (2)  | Carlos Alcaraz      | 6–1, 6–7(6–8), 1–6, 6–3, 4–6 |
| 2024 | Odprto prvenstvo Anglije (3)  | Carlos Alcaraz      | 2–6, 2–6, 6–7(4–7)           |